# Takayoshi Yamano
Takayoshi Yamano, född 5 april 1955 i Osaka prefektur, Japan, är en japansk tidigare fotbollsspelare.